# Sân bay Lleida-Alguaire
Sân bay Lleida-Alguaire là một sân bay ở Alguaire, 15 km so với trung tâm Lleida, Catalunya, Tây Ban Nha.
Lleida-Alguaire được thiết kế làm sân bay khu vực phục vụ vận chuyển hành khách và hàng hóa ở Tây Catalonia (vùng Ponent) và comarca La Franja. Tổng mức dầu tư khoảng 130 triệu euro, đơn vị xây dựng và sở hữu là Generalitat of Catalonia.
Hai tuyến xa lộ mới Autovías A-14 và A-22, sẽ cung cấp đường đến sân bay. Công tác xây dựng dự kiến hoàn thành cuối năm 2009.